# Сайгынер, Семих
Семих Сайгынер (12 ноября 1964, Адапазары), также известный под прозвищами «Mr. Magic» или «Турецкий принц» — профессиональный турецкий бильярдист, чемпион мира.

## Биография
Семих Сайгынер родился 12 ноября 1964 года в городе Адапазары на северо-западе Турции в семье портного. В 14 лет он потерял своих родителей в автокатастрофе, после чего вынужден был прервать обучение в школе и поступил в индустриальный профессиональный лицей, где учился на электрика. Однако из-за психологических проблем он не окончил обучение, увлёкшись игрой на бильярде. В 1981 году в возрасте 17 лет впервые принял участие в чемпионате Стамбула, где занял первое место. Чтобы зарабатывать себе на жизнь, трудился на предприятии вместе со своим старшим братом-инженером. После службы в армии устроился на работу в один из бильярдных салонов Стамбула. В 1988 году впервые принял участие в международном бильярдном турнире, проходившем в Турции.
В 1991 году он занял 9 место на турнире German Open в Берлине. В 1993 году на чемпионате мира в Берлине он завоевал бронзу.
До сих пор его наибольшим успехом была победа на чемпионате мира по трёхбортному карамболю в 2003 года и бронзовая медаль в трёхбортном карамболе на Всемирных играх 2005. Кроме того, он был в чемпионом Европы по трёхбортному карамболю в 1999 году и вице-чемпионом Европы в 2000 и 2006 годах. На первом турнире AGIPI Billiard Masters в 2008 году он занял 3-е место. В 2003 и 2004 годах он побеждал вместе с Тайфуном Ташдемиром на командном чемпионате мира по трёхбортному карамболю.
Сайгынер также известен как мастер художественного бильярда. Он часто выступает перед зрителями, эти выступления показывают по телевидению.

## Личная жизнь
В 1995 году женился на члене федерации бильярда Турции Айген Верк, но их брак оказался недолговечным.